# Daniel Ouezzin Coulibaly
Daniel Ouezzin Coulibaly (* 1. Juli 1909 in Nouna; † 7. September 1958 in Paris) war vom 17. Mai 1957 bis zu seinem Tod Präsident des Regierungsrates der französischen Kolonie Obervolta, dem späteren Burkina Faso.

## Leben
Coulibaly schloss die École normale William Ponty in Senegal als Klassenbester ab und unterrichtete von 1935 bis 1942 selbst an der Schule. Danach übersiedelte in die Elfenbeinküste. Dort befreundete er sich mit Félix Houphouët-Boigny, mit dem er sich in der Partei Rassemblement Démocratique Africain (RDA) engagierte. Coulibaly wurde als Abgeordneter der Elfenbeinküste mehrmals in die französische Nationalversammlung und in den Senat gewählt. Mitte der 1950er Jahre baute er mit Joseph Conombo die RDA-Tochterpartei Parti Démocratique Unifié (PDU) in Obervolta auf. Er wurde 1957 als PDU-Abgeordneter in die Territorialversammlung Obervoltas gewählt und stellte daraufhin die erste eigene Regierung Obervoltas zusammen. Er starb im Amt.
Daniel Ouezzin Coulibaly war mit der Frauenrechtlerin und Politikerin Célestine Ouezzin Coulibaly verheiratet.